# Confessions & Doubts
Confessions & Doubts (englisch für „Bekenntnisse und Zweifel“) ist das dritte Studioalbum des deutschen Synthiepop-Sängers Peter Heppner.

## Entstehung und Artwork
Entstehung
Alle Liedtexte auf Confessions & Doubts stammen eigens von Heppner selbst, lediglich der Liedtext zum Titel Was bleibt? entstand in Zusammenarbeit mit Joachim Witt. Für die Kompositionen zeigte sich Heppner ebenfalls verantwortlich, diese tätigte er zusammen mit weiteren Co-Komponisten. Sieben der zehn Kompositionen entstanden unter der Mithilfe von Heppners langjährigen Weggefährten und Liveband-Mitglied Dirk Riegner. Des Weiteren wirken die Komponisten Riad Abdel-Nabi, Matthias Heising, Alexander Knolle (Alex Lys), Kim Sanders, Mirko Schaffer, André Tanneberger (atb), Mario Wesser und Witt an vereinzelten Titeln mit. Während Riegner bereits an den ersten beiden Studioalben von Heppner als Komponist tätig war, steuerten die übrigen Komponisten erstmals einen Titel für Heppner bei. Die Co-Komponisten zeichneten für die musikalische Komposition verantwortlich, während Heppner überwiegend für die Gesangskompositionen zuständig war. Die Produktion sowie die Programmierung des Albums erfolgte durch den Berliner Musikproduzenten Lys. Lys produzierte hiermit nicht nur erstmals ein Album von Heppner, hierbei handelt es sich generell um die erste Albumproduktion von Lys, zuvor tätigte dieser nur einzelne Produktionen. Drei der zehn Produktionen und Programmierungen tätigte Lys zusammen mit Riegner. Riegner ist nur noch an drei Produktionen beteiligt, das vorangegangene Studioalbum My Heart of Stone produzierte er noch komplett mit. Abgemischt wurde das Album durch den Kölner deutsch-türken Yunus Cimen. Das Mastering erfolgte unter der Leitung Robin Schmidts von 24-96 Mastering in Karlsruhe. Mit Ausnahme von Was bleibt? wurden alle Titel durch Lys aufgenommen. Die Aufnahmen zu Was bleibt? erfolgten durch den Berliner Musikproduzenten Thommy Hein. Die Instrumente wurden durch Joschka Bender (Gitarre), Heising (Gitarre), Lys (Keyboard) und Riegner (Keyboard) eingespielt.
Confessions & Doubts wurde unter dem Musiklabel RCA Deutschland veröffentlicht, durch BMG Rights Management (1 Titel), Edition Drakkar Publishing (7 Titel), den Eisenherz Musikverlag (1 Titel), Melodie der Welt (1 Titel), Sony/ATV Music Publishing (2 Titel), André Tanneberger Edition (1 Titel) und TMB Musicbrokers (1 Titel) verlegt sowie durch Sony Music Entertainment vertrieben.
Artwork
Das Albumcover soll eine Akte darstellen. Auf der linken Seite des Coverbildes ist eine weiße Karikatur von Heppners Oberkörper – vom Gesicht bis zur Brust – zu sehen. Auf dem kompletten restlichen Cover sind ebenfalls in weißer Schrift Textzeilen aus dem Album zu finden. Am oberen Rand befindet sich auf der linken Seite in roter Schrift der Interpretenname „Heppner“. Der Hintergrund des gesamten Coverbildes ist gelblich gehalten. Am unteren Rand finden sich Details zur Akte wieder. Es beinhaltet folgende Informationen:
- Case name (englisch für ‚Fallname‘): Confessions & Doubts
- Assigned to (englisch für ‚Zugewiesen an‘): Peter Heppner
- File number (englisch für ‚Dateinummer‘): 19075890512 | 2018

Das gleiche Artwork-Konzept ist auch auf dem Cover der ersten Singleauskopplung Was bleibt? sowie zu dem zeitgleich erschienen Remixalbum TanzZwang zu finden. Auf einem zweiten Coverbild, das auf der „Limited Fanbox“ zu finden ist, ist lediglich Heppners Gesicht abgebildet. Heppners Gesicht ist darauf leicht verwischt und bläulich dargestellt. Im Inneren der CD ist ein 22-seitiges Begleitheft beinhaltet, in dem alle Liedtexte, weitere Fotoaufnahmen sowie alle Mitwirkenden zu finden sind. Die Fotografien von Heppner wurden vom Berliner Fotografen Mathias Bothor geschossen, weitere Bildaufnahmen sowie das Artwork entstammt – wie schon zuvor bei diversen Heppner-Veröffentlichung – erneut von Ulrike Rank. Erstmals wurden am 7. Juni 2018 Bildaufnahmen aus dem Fotoshooting mit Bothor durch Heppner veröffentlicht. Dabei handelte es sich um zwei schwarz-weiß Porträts von Heppner, die zu ersten Promotionzwecken veröffentlicht wurden. Das Cover der „Standard Version“ wurde erstmals am 9. August 2018 präsentiert. Das Cover zur „Limited Fanbox“ wurde erstmals am 6. September 2018 vorgestellt.

## Veröffentlichung und Promotion
Veröffentlichung
Die Erstveröffentlichung von Confessions & Doubts erfolgte am 28. September 2018. Die herkömmliche Version des Albums erschien als CD, Download sowie Vinyl und beinhaltet zehn neue Studioaufnahmen. Eigentlich sollte das Album bereits eine Woche zuvor am 21. September 2018 erscheinen. Bei der Zusammenstellung der „Limited Fanbox“ kam es zu unvorhersehbaren Problemen, die zu einem nicht aufholbaren Verzug geführt haben. Heppner wollte alle Albumformate gleichzeitig in den zuvor angekündigten Ausführungen veröffentlichen und verschob die Veröffentlichung aus diesem Grund um eine Woche. Am 9. August 2018 gab Heppner erstmals die endgültige Titelliste zu Confessions & Doubts bekannt. Einen Tag später folgte die Veröffentlichung des offiziellen Pressetextes der Musiklabels Sony/RCA. Wenige Tage später erfolgte der Start zur Vorbestellung des Albums am 14. August 2018.
Zeitgleich mit dem regulären Album erfolgte die Veröffentlichung einer „Limited Fanbox“, die auf 2.000 Einheiten limitiert ist. Diese besteht aus vier CDs, drei Aufklebern mit den Coverbildern zu Confessions & Doubts, Was bleibt? und TanzZwang, zwei Postern mit den beiden Coverbildern zu Confessions & Doubts, einen Anstecker mit dem Coverbild zur „Standard Version“ von Confessions & Doubts sowie eine handsignierte Autogrammkarte. Bei der ersten CD handelt es sich um das Studioalbum Confessions & Doubts. Auf der zweiten CD Confessions & Doubts (Instrumentals) finden sich Instrumentalversionen zu allen Liedern des Studioalbums wieder. Bei der dritten CD handelt es sich um das zeitgleich erschienene Remixalbum TanzZwang. Die vierte CD TanzZwang (Originals) beinhaltet Studioversionen zu einigen Titeln des Remixalbums. Confessions & Doubts (Instrumentals) und TanzZwang (Originals) sind nur in Verbindung mit der „Limited Fanbox“ zu erwerben, eigenständige Veröffentlichungen erfolgten nicht. Die Fanbox besteht aus insgesamt 40 Titeln.
Promotion
Bereits am 16. September 2015 feierten mit Gib mir doch nen Grund und Good Things Break die ersten beiden neuen Titel aus dem Album ihre Livepremiere. Beide Titel waren fester Bestandteil des zweiten Tourabschnitts von Heppners Akustiktournee im Jahr 2015. Rund einen Monat später veröffentlichte Heppner über seine Facebookseite eine Schwarz-weiß-Aufnahme, auf der ein Mädchen seitlich vor der Kamera auf einem Spielplatz zu sehen ist, am 21. Oktober 2015. Ihr Gesicht ist nicht zu erkennen. Das Bild durchzieht der Schriftzug „Arbeitstitel“; am oberen Rand befindet sich das Wort „Geständnis“ in mehreren verschiedenen Sprachen. Darunter auch die englischsprachige Übersetzung „Confessions“, einem Teil des endgültigen Albumtitels. Des Weiteren findet sich auch eine französische sowie russische Übersetzung auf dem Bild wieder. Am 22. Juni 2018 gab Heppner bekannt, dass der Titel des Albums von „Confessions“ in „Confessions & Doubts“ geändert wurde. Einen Tag vor der Veröffentlichung stellte Heppner die „Limited Fanbox“ in einem Unboxing auf YouTube vor.

## Hintergrundinformation

### Komponiersession (2013–2014)
1. Aufnahmesession
Nach der Veröffentlichung seines zweiten Studioalbums My Heart of Stone am 18. Mai 2012 ging Heppner Ende des Jahres auf seine gleichnamige My Heart of Stone Tour. Im Anschluss des ersten Tourabschnitts, der ihn im November und Dezember des Jahres durch elf deutsche Städte führte, begann Heppner mit den Arbeiten für ein drittes Studioalbum. Hierbei erfolgte eine Komponiersession mit seinem langjährigen Weggefährten und Live-Band-Mitglied Dirk Riegner im Thommy Hein Studio. Am 6. Februar 2013 tätigte Heppner hierzu folgenden Beitrag auf seiner Facebookseite:

„Obwohl ich ja durch Tour-Nach- und -Vorbereitungen nicht unbeschäftigt war/bin, habe ich die Zeit genutzt, um auch wieder etwas kreativ tätig zu werden. Im Moment bin ich gerade wieder in Berlin, um im Thommy Hein Studio einen Gesangstrack für ein neues Duett mit einem lieben Kollegen von mir einzusingen. Wer das ist, wird wie immer erst verraten, wenn es auch “spruchreif” ist. Außerdem habe ich letzte Woche mit Dirk Riegner die erste Komponiersession für mein neues Album abgeschlossen und es sind wieder ein paar wunderbare Songs dabei herausgekommen. Es lohnt sich gespannt darauf zu sein.“

2. Aufnahmesession
Im März 2013 begab sich Heppner mit seiner Live-Band auf den zweiten Teil seiner My Heart of Stone Tour. Der zweite Tourabschnitt führte ihn durch sieben weitere deutsche Städte und endete am 9. März in der Görlitzer Landskron Brau-Manufaktur. Kurz nach den Osterfeiertagen, im Vorfeld des dritten Tourabschnitts der ihn mit seiner Band außerhalb Deutschlands führte, absolvierten Heppner und Riegner eine zweite Komponiersession. Am 2. April 2013 informierte Heppner seine Fans via Facebook, dass er und Riegner sich vor Ostern nochmals zusammengesetzt hätten, um weitere Songideen auf den Weg zu bringen.
3. Aufnahmesession
Nach dem dritten und letzten Tourabschnitt seiner My Heart of Stone Tour, bei dem Heppner und Band einmal in Griechenland sowie zweimal in Russland spielten, hielten er und Riegner eine dritte Komponiersession ab. Am 28. Mai 2013 bestätigte Heppner die dritte Session mit den Worten: „Seit gestern sitze ich wieder mit Dirk Riegner zusammen … Wir brüten über neue Songideen! Drückt mal die Daumen, dass uns schöne neue Melodien einfallen!“
Inmitten dieser dritten Kompositionssession aktualisierte Heppner auch sein Facebook-Titelbild. Auf diesem war fortan ein altes Pressefoto sowie der Hinweis „Neues Album in Arbeit“ sowie die englischsprachige Übersetzung „New album under construction“ zu finden. Nach der viertägigen Sitzung brach Heppner erstmals die Idee eines Doppelalbums ins Gespräch:

„So, die dritte Kompositions-Session mit Dirk ist beendet und ich kann nur sagen: Hammer-Super-Geil! Wenn das so weitergeht, dann wird’s noch’n Doppelalbum … :-) Nein, im Ernst, in vier Tagen zwei unglaubliche Layouts geschrieben … Ich werde mich auch gleich an das Gesangskomponieren und Texten setzen. Eigentlich wollte ich ja mein Büro/Studio aufräumen, aber jetzt … Bin höchst inspiriert und motiviert!!! Jetzt werden Lieder gemacht!“

4. Aufnahmesession
Nach einem kurzen Urlaub in Norwegen trafen sich Heppner und Riegner Anfang September 2013 zur vierten Kompositionssession. Kurz nach der vierten Komponiersession sprach Heppner erstmals davon, dass es das beste Album, das er je gemacht habe – inklusive aller Bandprojekte und Gastbeiträge, an denen er beteiligt war – werden könne. Zu diesem Zeitpunkt schwelge er in den Ergebnissen ihres Schaffens der letzten Woche und er bekäme sich gar nicht mehr ein. Er sei gerade so süchtig nach den Stücken, obwohl sie bis jetzt nur die Musik komponiert haben und der Text noch fehle.
Aufgrund wiederholter Fan-Nachfragen gab Heppner einen ersten Zeitplan für das dritte Studioalbum bekannt: Um genügend musikalische Entwürfe beziehungsweise Kompositionen für das neue Album zu sammeln würden er und Riegner noch mindestens zwei weitere Sessions machen müssen. Sie hoffen, dass sie bis zum Ende des Jahres damit fertig seien. Erfahrungsgemäß würde es, auch wenn er schon mitten im Texten und Gesangskomponieren der „fertigen“ Kompositionen sei, „wahrscheinlich“ noch ein paar Wochen darüber hinaus dauern, bis er damit fertig sei. Er sei eben nicht so der „Hinrotzer“. Er stehe da eher auf die klassische Textarbeit und die dauere einfach länger. Danach folge die Produktion, was auch wieder ein paar Wochen beziehungsweise Monate dauere. Erst danach könne man an eine Veröffentlichung denken, deren Vorbereitung aber auch wieder eine Zeit dauere (Videodreh, Pressearbeit etc.). Direkt vor oder inmitten des Sommers eine CD zu veröffentlichen mache keinen Sinn. Wenn die Vorbereitungen also nicht bis März, spätestens Anfang April nächsten Jahres abgeschlossen seien, wird die Veröffentlichung erst im September oder Oktober erfolgen. Sie würden jedoch planen ein paar Ausschnitte zum Gratis-Download bereitzustellen, sobald diese fertig aufgenommen seinen. Außerdem stehe dem nichts im Wege, dass es auch schon deutlich früher, eine erste Singleauskopplung geben könne, ähnlich wie God Smoked vom vorangegangenen Studioalbum. Er und sein Team würden daran arbeiten, das Warten auf das neue Album so gut wie möglich zu verkürzen, aber „Gut Ding brauche Weile“. Er glaube das niemand was davon habe, wenn das neue Album mit der „heissen Nadel“ gestrickt würde. Später gab Heppner in einem Interview mit Laut.de an, dass er und Riegner zu diesem Zeitpunkt bereits 30 Titel gehabt hätten, bei denen er wusste, dass sie alle umgesetzt werden müssten.
5. Aufnahmesession
Ende Oktober 2013 fand die fünfte Kompositionssession zwischen Heppner und Riegner in Hamburg statt. Mit den Texten und Gesängen für die vorangegangenen Kompositionen sei er zwischenzeitlich auch weitergekommen, wenn auch nicht so gut, wie er sich das selber gewünscht hätte. Der Veröffentlichungstermin des Albums Ende 2014 sei aber nicht in Gefahr. Unter Mithilfe der Fotografin Nina Bergeest wurde während der fünften Aufnahmesession ein Fotoalbum mit schwarz-weiß Bildern von der Studioarbeit veröffentlicht. Heppner beschrieb diese Session als bislang produktivste überhaupt. Innerhalb einer Woche seien fünf Liedentwürfe entstanden, die seiner Meinung nach auch von der Qualität nichts zu wünschen übrig liesen. In der ersten Novemberwoche ließ Heppner verlauten, das sich die ersten drei bis vier Lieder der Fertigstellung nähern würden, sowohl Komposition (Gesang und Musik) als auch Liedtext. Er mache weiter, um dieses Jahr die Arbeit an so vielen Stücken wie möglich abzuschließen. Danach könnten sie anfangen Demos zu produzieren, um dann in die endgültige Produktion zu gehen.
6. Aufnahmesession
Die sechste Aufnahmesession war ursprünglich für Ende November 2013 geplant, jedoch musste die krankheitsbedingt seitens Heppner abgesagt werden. Zwischenzeitlich veröffentlichte er mit Dream of Christmas/Traum von Weihnachten ein deutsch- und englischsprachiges Weihnachtslied zum kostenlosen Download und beteiligte sich erstmals als Hörspielsprecher an dem Stück Monster, dem achten Teil der Hörspielreihe Blauer Planet. Mitte Januar 2014 begann schließlich die sechste Aufnahmesession bei Heppner zu Hause. Unter anderem entstanden dabei drei neue Liedideen. Am Ende dieser Session standen so viele Demoaufnahmen zu Buche, so dass Heppner in einer Fan-Umfrage das Interesse an zwei vollwertigen Alben in Erfahrung brachte. Ein Doppelalbum mache seiner Meinung nach keinen Sinn.
7. und 8. Aufnahmesession
Mitt Februar 2014 kam es zum siebten Treffen zwischen Heppner und Riegner. Wie bei der vergangenen Session entstanden auch hier erneut drei musikalische „Layouts“. Die achte Komponiersession erfolgte Anfang Mai 2014 in Hamburg. Hierbei beendeten er und Riegner alle Vorarbeiten im kompositorischen Bereich. Fortan startete Heppner mit den Gesangskompositionen sowie mit dem Texten.

### Tourneen und Texten (2014–2015)
Nach dem Ende der Komponiersession legte Heppner erstmal eine Produktionspause ein. Das restliche Jahr überbrückte er mit Konzerten und Gastauftritten. Zunächst trat er als Gastsänger während den Auftritten von Camouflage und Solar Fake auf dem Amphi Festival auf. Es folgte ein Konzert im Zuge der Nocturnal Culture Night ehe sich Heppner am Ende des Jahres mit seiner Liveband auf eine Akustiktournee begab.
Ende Januar 2015 begann Heppner wieder mit den intensiveren Textarbeiten. Am 29. März 2015 gastierte Heppner erneut auf einem Konzert Camouflages. Hierbei präsentierten beide Parteien mit Count on Me erstmals ein gemeinsames Stück. Später im selben Jahr wurde Count on Me als Single veröffentlicht. Am 3. April trat Heppner auf dem schwarzen Ball in Zürich auf. Aufgrund der positiven Resonanz und des geringeren Aufwandes für Akustikkonzerte, entschieden sich Heppner und sein Team im September 2015 einen zweiten Tourabschnitt zu spielen, somit führte die Akustik-Konzertreihe durch 16 deutsche Städte sowie für ein Konzert nach Wien in Österreich. Während des zweiten Tourabschnitts präsentiere Heppner mit Gib mir doch nen Grund und Good Things Break zwei neue Stücke, die es schließlich auch auf das Album schafften.

### Krankheitsbedingte Pause und 30 Years of Heppner (2016–2017)
Anfang 2016 wurde es stiller um Heppner, der sich eine Auszeit nahm. Im Sommer 2016 gab Heppner über seine Facebook-Seite bekannt, dass er seit seinem 16. Lebensjahr an der Herzkrankheit Hypertrophe Kardiomyopathie (HOCM) leide. Diese Krankheit wurde erst zweieinhalb Jahren zuvor diagnostiziert, nachdem Heppner mit einer Herzmuskelentzündung ins Krankenhaus eingeliefert wurde, zuvor ging man fälschlicherweise von einem Asthmaleiden aus. Im Frühjahr 2016 unterzog er sich einer Operation zur Beseitigung der HOCM, die ohne Komplikationen verlief. Als Grund für die Entscheidung, erst nach rund 30 Jahren mit seiner Krankheit an die Öffentlichkeit zu gehen, gab Heppner an, dass er nicht durch einen „Mitleidsbonus“ und als eine Art „kränkelnder Musiker“ Aufmerksamkeit erlangen, sondern durch seine Kunst, Musik und Texte bekannt werden wollte. Kurz nach der Bekanntgabe spielte Heppner auf dem Amphi Festival. Bis zum Ende des Jahres spielte er noch auf dem Schwingungen Festival sowie zweimal auf dem Gothic Meets Klassik Festival.
2017 feierte Heppner sein 30-jähriges Bühnenjubiläum. Im April spielte aus diesem Anlass zwei Konzerte in den russischen Städten Sankt Petersburg und Moskau. Im November des Jahres folgte schließlich eine kleine Tour zum Jubiläum mit dem Titel 30 Years of Heppner. Die Tour erstreckte sich knapp über einen Monat vom 31. Oktober bis zum 3. Dezember 2017. Sie führte ihn mit seiner Begleitband durch sechs deutsche Städte sowie einmal nach Barcelona in Spanien und einmal nach Warschau in Polen. Während der Tour kam es zu Gastauftritten von Marcus Meyn (Camouflage) und Kim Sanders.

### Finale Albumproduktion (2018)
Nachdem es die letzten beiden Jahren aufgrund gesundheitlicher Probleme sowie den Feierlichkeiten zum 30-jährigen Bühnenjubiläum etwas ruhiger in Sachen Albumproduktion wurde, teilte Heppner am 10. März 2018 erstmals wieder einige Impressionen aus dem Tonstudio. Er lud unter anderem Bilder aus dem besagten Tonstudio hoch und bestätigte im gleichen Beitrag den Beginn der Gesangsaufnahmen sowie die geplante Veröffentlichung des Albums vor Tourbeginn. Am 13. März 2018 beendete Heppner die erste Gesangs-Session. Am 11. April 2018 wurde bekannt, dass Heppner einen neuen Vertrag mit dem Musiklabel RCA Deutschland unterschrieben hat und damit nicht mehr bei Polydor unter Vertrag steht. Die finale Produktion begann am 24. Mai 2018 in Berlin unter der Leitung von Alex Lys. Am 15. Juni 2018 ließ Heppner verlauten, dass sie Bergfest gefeiert hätten und die Hälfte der Produktion getätigt sei. Während eines Interviews mit Ingo Nommsen im ZDF-Servicemagazon Volle Kanne am 6. August 2018 bestätigte Heppner, dass er kurz zuvor die Produktion abgeschlossen habe.

## Inhalt
Alle Liedtexte des Albums sind in deutscher oder englischer Sprache verfasst und stammen von Heppner selbst. Den Liedtext zu Was bleibt? schrieb er gemeinsam mit Joachim Witt. Es handelt sich bei allen Stücken um Neukompositionen. Für Lied Herz (Metropolis) wurde Heppner unter anderem durch den gleichnamigen Film Metropolis inspiriert. Das Stück Theresienstadt: Hinter der Mauer wurde durch Heppners Beteiligung an dem Musiktheaterstück Die Kinder der toten Stadt beeinflusst. Inhaltlich habe er hierbei versucht sich in die Situation zu versetzen. Was würde er sagen, wenn er ein Kind dieser “Toten Stadt” gewesen wäre?
Musikalisch ist Confessions & Doubts von Heppners Stimme getragen. Das Album ist eine weitergeführte Abkehr vom Electro- und Dark-Wave seiner früheren Band. „Alte Wolfsheim-Fans [würden] hier nicht mehr viel finden, was ihr finsteres Herz zum Beben bringt, Heppner bekenn[e] sich mehr denn je klar zum puren Pop.“ Sony/RCA verglich den Klang als Nachhall auf die „Signet-Sounds“ der 1970er-Jahre. Der Klang wurde mit dem eines Moog- oder Prophet-Synthesizer sowie den Klängen der deutschen Band Kraftwerk oder dem französischen Musiker Jean-Michel Jarre verglichen. Die Haltung der Platte wiederum huldige der Szene des London der frühen 1980er-Jahre. Sie hätte auch „off Portobello Road“ entstanden sein können, oder unter der Ägide von 4AD und den vielen anderen Independent-Labels dieser Zeit, die Musikgruppen wie The Cure und New Order hervorbrachte. Es sei die demokratische Sichtweise auf Musikproduktionsmittel, die Confessions & Doubts – zeitgemäß klingend – einen Bogen zwischen den frühen 1980ern und 2018 spannen lasse.
Bei zwei Titeln wurde Heppner gesanglich von zwei alten Weggefährten unterstützt. Das Lied Was bleibt? nahm er zusammen mit Witt auf. Bereits 1998 sangen die beiden das Lied Die Flut im Duett. Das Lied You Don’t Love Me sang Heppner zusammen mit Kim Sanders ein. Hierbei handelt es sich nach Aus Gold (2004) und Deserve to Be Alone um die dritte gemeinsame Aufnahme von Heppner und Sanders.
| #  | Titel                                 | Autor(en)                                                                  | Produzent(en)                  | Länge |
| -- | ------------------------------------- | -------------------------------------------------------------------------- | ------------------------------ | ----- |
| 1  | Unloveable                            | Peter Heppner, Dirk Riegner                                                | Alexander Knolle               | 3:48  |
| 2  | Was bleibt? (feat. Witt)              | Riad Abdel-Nabi, Peter Heppner, Mirko Schaffer, Mario Wesser, Joachim Witt | Alexander Knolle, Dirk Riegner | 4:01  |
| 3  | Nothing Ends                          | Peter Heppner, André Tanneberger                                           | Alexander Knolle               | 3:43  |
| 4  | Viele schöne Stunden                  | Matthias Heising, Peter Heppner, Alexander Knolle                          | Alexander Knolle               | 3:04  |
| 5  | Good Things Break                     | Peter Heppner, Dirk Riegner                                                | Alexander Knolle               | 4:31  |
| 6  | Gib mir doch’n Grund                  | Peter Heppner, Dirk Riegner                                                | Alexander Knolle, Dirk Riegner | 3:28  |
| 7  | You Don’t Love Me (feat. Kim Sanders) | Peter Heppner, Dirk Riegner, Kim Sanders                                   | Alexander Knolle, Dirk Riegner | 4:02  |
| 8  | Herz (Metropolis)                     | Peter Heppner, Dirk Riegner                                                | Alexander Knolle               | 4:06  |
| 9  | Chance                                | Peter Heppner, Dirk Riegner                                                | Alexander Knolle               | 3:38  |
| 10 | Theresienstadt: Hinter der Mauer      | Peter Heppner, Dirk Riegner                                                | Alexander Knolle               | 3:23  |

## Confessions & Doubts Tour

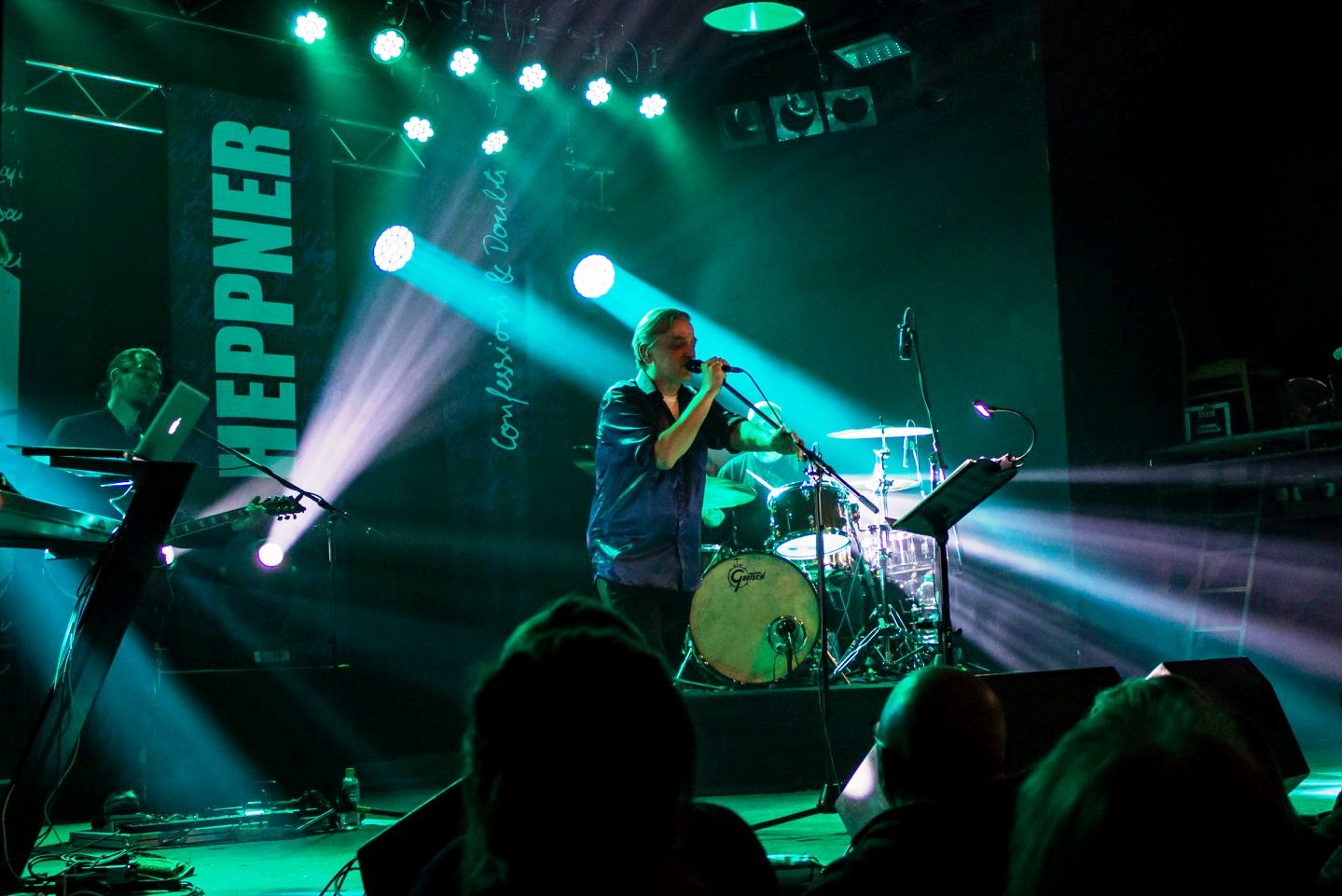
Peter Heppner & Band in Glauchau.

Bei der Confessions & Doubts Tour handelte es sich um die sechste Tournee von Heppner als Solo-Künstler. Die Tour erstreckte sich knapp über einen Monat, vom 15. November bis zum 16. Dezember 2018. Sie führte Heppner mit seiner Begleitband durch zwölf deutsche Städte sowie einmal nach Zürich in die Schweiz. Begleitet wurde Heppner von seiner Liveband, die seit der My Heart of Stone Tour aus Achim Färber (Schlagzeug), Carsten Klatte (Gitarre) und Dirk Riegner (Keyboard) besteht. Während der Tour präsentierte Heppner mit seiner Liveband 27 unterschiedliche Titel. Das Repertoire bestand aus einem Elektropop-Set mit deutschen- und englischsprachigen Liedern. Die Setlist bestand zu zwei Dritteln aus Stücken der neuen Alben Confessions & Doubts und TanzZwang sowie jeweils einer kleinen Auswahl an Liedern seiner ersten beiden Soloalben, einer Zusammenstellung von älteren Gastbeiträgen und Wolfsheim-Stücken. Im Vorprogramm aller Konzerte spielte die deutsche Elektropop-Band Leichtmatrose. Obwohl nicht alle Konzert ausverkauft waren, gab man noch vor Ende der Tour am 7. Dezember 2018 bekannt, dass die Tour im April 2019 um sieben Konzerte in Deutschland erweitert wird.

## Singleauskopplungen
Was bleibt?
Als bislang einzige offizielle Single wurde am 10. August 2018 Was bleibt? veröffentlicht, eine Kooperation mit dem deutschen Neue-Deutsche-Härte-Musiker Joachim Witt. Ein von Marcus Sternberg gedrehtes Musikvideo hierzu feierte am 21. September 2018 seine Premiere. Bei Was bleibt? handelt es sich um die zweite gemeinsam Aufnahme sowie Singleauskopplung von Heppner und Witt. Bereits 20 Jahre zuvor nahmen die beiden das Lied Die Flut für Witts achtes Studioalbum bayreuth eins auf. Die Single kletterte bis aus Position zwei der deutschen Singlecharts und schaffte ebenfalls den Charteintritt in Österreich sowie in der Schweiz. Die Single musste sich in Deutschland ledigliche Loonas Bailando geschlagen geben, war aber für einen Zeitraum von zwölf Wochen das erfolgreichste deutschsprachige Lied in den deutschen Singlecharts. Die Flut erhielt eine Platin-Schallplatte für über 500.000 verkaufte Einheiten, damit zählt die Single zu einem der meistverkauften deutschsprachigen Lieder und Duette in Deutschland seit 1975. Quellen zufolge verkaufte sich die Single weltweit über 750.000 Mal. Für beide Interpreten stellt die Single bis heute den größten Erfolg ihrer Karriere dar. Im Vergleich zu Die Flut entstand Was bleibt? unter umgekehrten Vorzeichen. Während Heppner damals noch auf Witts Album bayreuth eins gastierte, so ist Heppner diesmal der Gastgeber. Während eines Interviews mit Dori von der Radioshow Nachtfalke, bei der Internet-Radiostation Radio Schwarze Welle am 17. Mai 2018, deutete Heppner erstmals das Nachfolgewerk an. Während des Interviews fügte Heppner an, dass ihm und seinem Team nicht entgangen sei, dass der Titel sein 20-jähriges Jubiläum in diesem Jahr feiere, sie würden dazu auch was planen. Nur eine Woche später bestätigte Witt gegenüber der Bild-Zeitung, dass die beiden ein Lied mit dem Titel Was bleibt? aufgenommen hätten.
Kurz nach der Veröffentlichung von Was bleibt? zeigten sich einige Fans enttäuscht darüber, dass der Titel zu sehr Mut eines Kriegers von Witt ähnelt würde und betitelten Was bleibt? nur als Coverversion. Heppner berichtete daraufhin, dass Was bleibt? bereits im Jahr 2012 entstanden sei. Witt hatte damals das Lied Heppner geschickt. Er habe die Strophen bereits getextet und eingesungen gehabt und fragte ihn, ob er Interesse daran hätte, den Refrain sowie einen verbliebenen Mittelteil (Bridge) zu texten und zu singen. Heppner hatte Interesse und das Endergebnis sei Was bleibt? gewesen. Das Stück sollte zunächst unveröffentlicht bleiben, Witts damaliges Musiklabel Columbia SevenOne Music/Sony Music bestand jedoch darauf, dass das Lied in irgendeiner Form auf Witts Studioalbum DOM kommt. So veröffentlichte Witt zunächst eine abgewandelte Form des Stücks mit dem Titel Mut eines Kriegers. Was bleibt? konnte nicht an den Erfolg seines Vorgängers anknüpfen und verfehlte einen Charteinstieg.
Unloveable
Nach dem bereits mit Standing Tall (Sand & Pfeffer Remix) und … und ich tanz’ (Latches Mix) zwei Videoauskopplung aus dem gleichzeitig erschienenen Remixalbum TanzZwang erschienen sind, veröffentlichte Heppner mit Unloveable ebenfalls ein Musikvideo am 17. April 2019. Dieses wurde wie Was bleibt? in schwarz-weiß gedreht und zeigt Heppner an verschiedenen Standorten des Hamburger Hafens, wie unter anderem in der Moorburger Straße oder der Seehafenstraße. Die Dreharbeiten erfolgten Mitte März 2019. Regie führte wie schon bei Dream of You, Haus der drei Sonnen, Was bleibt? und … und ich tanz’ (Latches Mix) erneut Marcus Sternberg.

## Mitwirkende
Albumproduktion
- Riad Abdel-Nabi – Komponist (Lied 2)
- Joschka Bender – Gitarre (Lieder: 1–3, 5–6, 8, 10)
- Yunus Cimen – Abmischung (Lieder: 1–10)
- Thommy Hein – Tonmeister (Lied 2)
- Matthias Heising – Gitarre (Lied 4), Komponist (Lied 4)
- Peter Heppner – Gesang (Lieder: 1–10), Komponist (Lieder: 1–10), Liedtexter (Lieder: 1–10)
- Alexander Knolle (Alex Lys) – Keyboard (Lieder: 1–10), Komponist (Lied 4), Musikproduzent (Lieder: 1–10), Programmierung (Lieder: 1–10), Tonmeister (Lieder: 1, 3–10)
- Dirk Riegner – Keyboard (Lieder: 2, 7, 9), Komponist (Lieder: 1, 5–10), Musikproduzent (Lieder: 2, 6–7), Programmierung (Lieder: 2, 7, 9)
- Kim Sanders – Gesang (Lied 7), Komponist (Lied 7)
- Mirko Schaffer – Komponist (Lied 2)
- Robin Schmidt – Mastering (Lieder: 1–10)
- André Tanneberger – Komponist (Lied 3)
- Mario Wesser – Komponist (Lied 2)
- Joachim Witt – Gesang (Lied 2), Komponist (Lied 2), Liedtexter (Lied 2)

Artwork (Cover)
- Mathias Bothor – Fotograf
- Ulrike Rank – Artwork, Fotograf

Unternehmen
- BMG Rights Management – Verlag (Lied 2)
- Edition Drakkar Publishing – Verlag (Lieder: 1, 5–10)
- Eisenherz Musikverlag – Verlag (Lied 2)
- Melodie der Welt – Verlag (Lied 3)
- RCA Deutschland – Musiklabel (Lieder: 1–10)
- Sony Music Entertainment – Vertrieb (Lieder: 1–10)
- Sony/ATV Music Publishing – Verlag (Lieder: 2–3)
- André Tanneberger Edition – Verlag (Lied 3)
- TMB Musicbrokers – Verlag (Lied 3)

## Rezeption

### Rezensionen
- Helgvar Sven Mánfreðson vom deutschsprachigen Metal- und Rock-Webzine Hellfire beschrieb Confessions & Doubts als klassisches „Heppner-Werk“ mit wunderbarem melancholischem Elektropop. Es seien zehn wunderschöne Stücke entstanden, die mir mit Unloveable einen perfekten Einstieg ermöglichen. Heppners Stimme habe Freiraum, die Musik/Töne seien da, aber dezent angelegt. Als wunderbar textlich und vor allem musikalischen Leckerbissen zweier entgegengesetzter Stimmen beschrieb Mánfreðson das Stück Was bleibt?. Nothing Ends sei einerseits verträumt, andererseits lässe das Lied die Tanzmuskeln zucken. Viele schöne Stunden schildere in Worten die leise Trennung: „Ghosting“. Good Things Break, You Don’t Love Me und Chance seien drei schöne Stücke in unterschiedlichster rhythmischer Darbietung und textlichem Inhalt. Gib mir doch’n Grund komme reggaelastig daher – Herz (Metropolis) gehe an das Selbige und lässe die Tanzflächen der entsprechenden Partys garantiert füllen. In Theresienstadt: Hinter der Mauer könne man sich förmlich vorstellen, wie es damals abgelaufen sein muss. Ein Lied das Mánfreðson zutiefst berühre und ihn schluckend zurücklasse. Das Album biete wunderschönen Elektropop ala Heppner, mehr gäbe es nicht zu sagen.[76]

- Roman Jasiek vom deutschsprachigen E-Zine Avalost Times bewertete Confessions & Doubts mit neun von zehn Punkten. Heppner stoße die Türe zum Album mit Unloveable weit auf. Direkt zum Einstieg eine melancholische Elektropop-Nummer, die sich in ihrer Melodieführung, ihrer Stimmung und überhaupt in ihrer ganzen Art sehr nach einem Lied anfühlt, dass bereits Ende der 1990er auf Wolfsheims Spectators hätte stattfinden können. Nach dem Heppner und Witt mit der Flut ihren jeweils größten kommerziellen Erfolg feierten, sei es ein großes Risiko mit Was bleibt? einen Nachfolger aufzunehmen. Wenn man sich derartig große Schuhe anziehen würde, sei die Gefahr des Stolperns hoch. Erfreulicherweise seien beide Profis genug, um diese Mammutaufgabe mit Leichtigkeit zu meistern. Sei Die Flut seinerzeit die Frage gewesen, wann sie denn nun kommt, die Welle in ein neues, viel besseres Leben, so sei Was bleibt? eher eine bittersüße Annäherung an den Moment, nachdem die Flut längst schon verebbt sei. Was bleibt? wird Die Flut nicht beerben, davon wird wohl aber auch niemand ernsthaft ausgegangen sein. Diese beiden wirklich „bärenstarken Songs“ werden sich jedoch fortan perfekt ergänzen. Sehr berührend sei überdies auch die Ballade Viele schöne Stunden. Sie schildere eine Begebenheit (Ghosting), die wir vermutlich alle auf die ein oder anderer Weise selbst schon mal erlebt haben: „Das spontane Ende von etwas, das beinahe eine schöne Beziehung hätte werden können. Alles lief gut, alles war wunderbar. Zumindest aus der Sicht eines der beiden Beteiligten. Der/die andere hingegen ist einfach verschwunden. Weg. Wie vom Erdboden verschluckt, von jetzt auf gleich.“ Dazu passe auch Good Things Break, einer der schwersten Stücke des Albums. Kernaussage: „alles Gute zerbricht, alles ändert sich. Nicht notwendigerweise immer zum Guten.“ Jasiek möchte Heppner nicht uneingeschränkt zustimmen, er kenne aber sehr wohl auch zu gut solcherlei Gedanken. Das Lied ziehe einem die Schultern nach unten, aber wie oft bei Heppner auf eine wunderbar melancholische Weise, fernab von Gejammer.

Gib mir doch’n Grund mag musikalisch mit seinen dezenten Reggae-Anleihen noch ganz „pfiffig“ sein, inhaltlich jedoch sei es ein bisschen zu dünn. In der Kneipe sitzen und sich zuschütten, die Schuld an der Misere komplett von sich weisen und dann sagen: „Ey, aber wenn du mir jetzt hilfst hör’ ich auch auf mit dem Quatsch“ – das sei wirklich ein bisschen zu dünn und töne zu ungewohnt wenig Selbstreflexion. Zum Glück sei das aber die Ausnahme und daher zu verschmerzen. Wiederhören mit alten Bekannten schein eines der Mottos dieser Platte gewesen zu sein, da sich mit Kim Sanders in You Don’t Love Me erneut eine ehemalige Duett-Partnerin die Ehre gibt. Beide Stimmen würden ganz wunderbar zusammen harmonieren. Und heute wie damals fülle der bittersüße Geschmack von Wehmut den Raum, wenn die ersten Töne erklingen. Dann sei da noch Theresienstadt: Hinter der Mauer. Ganz zweifellos eines von Heppners wichtigsten und richtigsten Stücken überhaupt. In einer Zeit, in der die Nachrichten sich überschlagen um Meldungen rund um die Geschehnisse in Chemnitz oder Köthen, da komme ein Lied, das aus der Sicht eines Gefangenen aus dem KZ Theresienstadt geschildert wird, gerade recht. Es passiere nicht mehr oft, dass Jasiek Musik so sehr berühre wie hier. Dieses Stück jedoch lasse ihm „das Eis der Augen schmelzen“. Eine wohl dosierte Portion sehr zart portionierten Gitarrenspiels, ein Hauch perkussiver Instrumente und vor allem Heppners eindringlicher Gesang – fertig sei ein „wahnsinnig“ wichtiges Lied. Es sei nicht Draht oder Stein, was uns gefangen hält. Es sei der Wille des Menschen, der ein Vorurteil fällt. Würde man den Ausflug in die jüngsten musikalischen Machenschaften Heppners hiermit beenden, man bliebe vermutlich mit einem Kloß im Hals zurück, so groß, dass fast schon Erstickungsgefahr drohte. Jasiek danke Heppner für diesen eindrucksvollen Beitrag gegen das Vergessen. Einzig negativ sei die Veröffentlichungspolitik. Die Veröffentlichung zweier Alben, die man auch gut und gerne als Doppelalbum auf den Märkt hätte bringen können, dürfe zumindest hinterfragt werden.
- Marius Meyer von monkeypress bewertete Confessions & Doubts mit zehn von zehn Punkten und beschrieb das Album wie folgt: Mit Unloveable gehe es los im mittleren Tempobereich, gepaart mit einem gehörigen Schuss Melancholie und natürlich der markant-eingängigen Stimme. Es folge der „Hit“ Was bleibt?. Was man im Gesamtkontext hier merke sei, dass das Tempo auch schon mal höher ist, zum anderen auch der gekonnte Umgang mit der Sprache, wenn die Stücke auf Deutsch erklingen. Natürlich kenne man diesen Heppner, aber es erfreut, wie sehr sich das über die Jahre gehalten habe. Gerade bei Themen wie der Zweisamkeit sei es schwierig, nicht in Fettnäpfchen zu treten. Heppner gelinge dies beispielsweise in Viele schöne Stunden sehr gut. Etwas, das wohl auch nur wenigen gelinge, sei es Zeilen wie „Jetzt sitz‘ ich wieder mal allein in Carlos Eck, mit ‘ner Menge Alkokohol schieß‘ ich mich weg“ poetisch klingen zu lassen, wie es im sehr nachdenklichen und berührenden Gib mir doch ‘n Grund heißt. Eine wirklich starke Nummer auf der Suche nach dem Selbst, in einer offenbar falsch laufenden Beziehung. Nachdenklichkeit erreiche im abschließenden Theresienstadt: Hinter der Mauer eine neue Höhe. Inspiriert vom Musikdrama Die Kinder der toten Stadt, leiste Heppner hier seinen Anteil daran, die Erinnerung aufrechtzuerhalten in Zeiten, in denen es zusehends weniger Zeitzeugen werden. Das soll aber nun alles nicht heißen, dass hier ein nur verkopftes und grüblerisches Album entstanden sei. Dass ein Künstler zum Nachdenken anregt sei gut und richtig, dennoch bleibe das musikalische Vergnügen hier keineswegs auf der Strecke. Ganz im Gegenteil: Es sei ein hervorragendes Album der dunklen „Elektro-Klänge“ entstanden, das in seinen zehn Stücken keinerlei Ausreißer nach unten oder auch Füllmaterial enthalte. Stattdessen erhalte der Hörer zehn Stücke auf einem konstant hohen Niveau.[78]

- Bent-Erik Scholz von darkmusicworld.de bewertete Confessions & Doubts positiv und hob unter anderem die Titel Was bleibt?, Good Things Break und Theresienstadt: Hinter der Mauer als „Highlights“ hervor. Seine Rezension lautete wie folgt: Verträumte Klänge, wavige Synths und eine einnehmende Ruhe und Melancholie würden sich durch die zehn Tracks ziehen. Unloveable sei der perfekte Soundtrack für einen Nachtspaziergang. Selbst der klare deutsche Akzent des Sängers wachse hier zum Markenzeichen heran und in gewohnter Stärke gleite seine Stimme vom Ohr ins Herz. Auch das Duett Was bleibt? mit Joachim Witt erfülle einen mit der Freude, die Stimme des Großmeisters wieder zu hören. Witt und Heppner würden auch 20 Jahre nach der ersten Kollaboration wunderbar zusammen funktionieren. Zwar wurde die als Kollaboration veröffentlichte Single von Witt schon unter dem Titel Mut eines Kriegers auf seinem 2012er-Album Dom verarbeitet, dennoch sei das Nostalgiegefühl, das diese neue Zusammenarbeit auslöst, unübertrefflich. Die zehn Lieder des Albums würden zwischen Liebe, Selbstzweifeln, und wunderschöner Melancholie wanken. All diese Aspekte würden in Nothing Ends verarbeitet, der irgendwo zwischen Dance-Beats und ruhigen Melodien wandele und eine schöne Atmosphäre aufbaut. Ein wenig langsamer krieche Viele schöne Stunden in die Ohren des Hörers, das lyrisch zwar nicht brillant sei, aber trotzdem mit dem Text gut ins Herz zu treffen wisse.

Einer der „Highlights“ von Scholz sei Good Things Break, das als „Spielzeugallegorie“ beginne und dann zu der bitteren Erkenntnis kommt, dass die besten Dinge selten von Dauer seien. Tiefsinnig und wunderschön komme dieses Lied daher, anders als die nächste Nummer Gib mir doch ‘n Grund, die mehr nach einer halbgaren Ausrede für Alkoholismus als nach einer Liebesballade klinge. An einem Alkoholproblem sei nie nur der Partner schuld, sondern auch immer der, der sich dazu entscheidet, zur Flasche zu greifen. Mit dem relativ unpoetischen Text qualifiziere sich das Stück als einer der schwächeren Nummern auf dem Album. Etwas besser und vor allem tiefsinniger würde es auf der Pop-Ballade You Don’t Love Me, deren Instrumental eine fast „Bond-artige“, elegante Bedrohlichkeit einwohne, während das Verfließen einer Romanze besungen wird. Heppner setze dieses Thema gewohnt souverän um, das Lied sei faszinierend und fast verführerisch in seiner Natur. Ein Favorit auf diesem Album, Atmosphäre und Text würden großartig passen. Das reflektierende Herz (Metropolis) enthalte einen sehr selbstkritischen, philosophischen Text, der sich damit beschäftigt, über seine Fehler herauszuwachsen und sich nicht durch die Steine, die das Leben und die Mitmenschen einem in den Weg legen, stoppen zu lassen. Das Instrumental sei wunderschön, habe fast einen leichten „Soulsavers-Vibe“.
Das Lied Chance beschäftige sich mit dem Schicksal. Das synthgetriebene, groovige Instrumental hätte sich auch auf dem letzten Depeche-Mode-Album auch ganz gut gemacht. Gewohnt überzeugend stelle Heppner hier die Frage, wie viel Macht wirklich in unseren Händen liege – schöner, verträumter, nachdenklicher Titel, der durch viele rhetorische Fragen diejenigen, die aufmerksam zuhören, zum Nachdenken bringe. Sehr stark ende das Album mit dem Lied Theresienstadt: Hinter der Mauer. Der Name selbstverständlich wecke sofort Assoziationen mit dem gleichnamigen Konzentrationslager und so handele das Lied auch von Ausgrenzung, Ängsten und Gefangenschaft. Neben dem geschichtlichen Aspekt dieser wunderbaren Ballade würden sich hier auch Bezüge zur aktuellen Historie finden lassen. Scholz lese im Text hierzu auch Parallelen zur Flüchtlingskrise und zu den heute gefällten Urteilen über Menschen aufgrund ihrer Herkunft. „Ich war ganz allein an diesem furchtbaren Ort“ – mit dem fast hoffnungslosen Refrain wirke diese Zeile wie eine Brücke zwischen Flüchtlingsheimen und Konzentrationslagern. Das Lied hinterfrage Vorurteile durch einen simplen Perspektivwechsel und rege absolut zum Nachdenken an. Das Album, durchgängig melancholisch, ende mit dieser softrockigen, sozialkritischen Nummer, in der Heppner verkündet: „Hinter dem Zaun könnten wir alle doch zusammen frei sein.“ Eines der Highlights des Albums.
„Heppner-typisch“ funktioniere die Symbiose aus verträumten Instrumentals und der schweren, melancholischen „Vocal Performance“ wunderbar, die Stimme Heppners sei wie immer durchgängig präsent und einzigartig. Selten platt, oft facettenreich kämen diese zehn Balladen daher und der Albumtitel bewahrheite sich innerhalb der selbstkritischen und nachdenklichen Texte.
- Alex Klug vom deutschsprachigen Online-Magazin laut.de bewertete Confessions & Doubts mit vier von fünf Sternen. Es sei schon unfair, denn gegenüber der zigfach enttarnten „Deutsch-Pop-Zirkusgarde“ habe Heppner nicht nur einen Stein im Brett, sondern gleich eine ganze Lawine von voluminösen Felsbrocken. Wahrlich voluminös käme auch im 31. Schaffensjahr sein unverwechselbarer Bariton daher und mit diesem könne er wohl sogar Max-Giesinger-Phrasen Leben einhauchen. Aber was erwarte man eigentlich von einem neuen Heppner-Album? Bestimmt kein neues The Sparrows and the Nightingales, so viel stehe fest. Dafür seien Heppners doch weitestgehend Synthesizer-basierte Produktionen fast schon zu zeitgemäß und zu steril. Wo insbesondere der Vorgänger My Heart of Stone noch unter der generischen Last zahlreicher Interludien zu leiden hatte, mache Confessions & Doubts mit zehn Liedern vergleichsweise kurzen Prozess. Was gut sei und wesentlich gesetzter wirke – genau wie Heppner selbst. Was bleibt? offenbare „ziemliches Hitpotenzial“. Heppner gäbe hierbei den „Schulbank-Philosophen“, Witt versuche sich anders als noch 1998 sogar an richtigem Gesang. Beschwichtigende Worte, wie sie Bendzko und Konsorten nicht blumiger hätten ausdrücken können und dennoch schwinge da gerade in den deutschsprachigen Titeln immer wieder etwas mit, diese träufelnde Melancholie, diese schuldbewussten Betonungen. Sie seien es, die selbst prätentiösestes „Ich + Ich-Storytelling“ à la „Jetzt sitz ich wieder mal allein in Carlos’ Eck / mit ’ner Menge Alkohol schieß ich mich weg“ durchgehen lassen würden. „Guilty Pleasure?“ (englisch für „Schuldgefühle“). Nö, wenn man es einem durchgehen lasse, dann Heppner.

Während die deutschsprachige Hälfte die Gratwanderung zwischen „Hitpotenzial“ und „lyrischem Totalausfall“ zu meistern wisse, gäbe sich Heppner auf Englisch gewohnt unverfänglich. Nothing Ends und Chance seien souveräne „Disco-Tracks“, die ebenso gut auf dem parallel zu Confessions & Doubts erscheinenden Dance-Album TanzZwang hätten stehen können. „Was-wäre-wenn-Balladen“ wie Viele schöne Stunden und Good Things Break wurden das Album mit gewohntem „New-Romantic-Touch“ abrunden, einzig die kantenlosen „Reggae-Vibes“ in Gib mir doch ’nen Grund würden irgendwo zwischen „nicht Fisch und nicht Fleisch“ verpuffen. Umso überraschender, wie deutlich sich Heppner zum Ende aus seiner lyrisch meist allgemeingültigen bis unkonkreten Komfortzone herausbewege. Insbesondere die Teile der deutschen Presselandschaft, die Heppner in der Vergangenheit eine vermeintliche lyrische Nähe zu nationalistischen Themen andichten wollten, sollten bei Theresienstadt: Hinter der Mauer einmal ganz genau hinhören. Wobei: Historisch konkreter als der Liedtitel würde es eigentlich auch nicht mehr. Mit seinem spärlichen, wie so oft extrem simplifizierten Lyrikstil male Heppner verdammt bedrückende KZ-Stimmungsbilder in kindlich-naiver Anne-Frank-Manier. Textlich dürfte der für das Musiktheaterstück Die Kinder der toten Stadt komponierte Titel wohl Heppners wichtigster und zugleich beklemmendster „Coup“ seit Wolfsheims Kein Zurück sein – ein Stück deutscher Erinnerungskultur.
- Thomas Pilgrim von Plattentests.de bewertete das Album nicht ganz so positiv und vergab lediglich fünf von zehn Punkten. Der Titel Was bleibt? erreiche zwar nie den einnehmenden „Hymnencharakter“ des 1998er Hits (Die Flut), gebe aber einen aufgeräumten, leicht angedüsterten „Elektro-Klopfer“ mit weit ausholendem Refrain ab, in dem sich Heppner als gewohnt großer Sänger inszeniere. Witt verzichte seinerseits demonstrativ auf ein Übermaß an stimmlichem Pathos und bemühe auch sein randvolles „Metaphern-Köfferchen“ bestenfalls moderat. Ein passabler Einstieg also samt dem gelungenen „Opener“ Unloveable, der sich neben „Downbeat-Ballade“ und „tränenreichem Popsong“ einsortiere. Mit tief gekränktem Herzen, woran natürlich immer die anderen schuld seien. Und im Grunde erwarte man nichts anderes von einem Album namens Confessions & Doubts. Nämlich ausgiebiges Hadern mit der eigenen emotionalen Unzulänglichkeit und mit der Überzeugung, dass einem nicht die Liebe wehtue, sondern die Menschen, die nicht wissen, wie selbige funktioniere. Zumindest so wolle es das lang und breit klagende You Don’t Love Me, in dem sich Heppner und Kim Sanders die Vorwürfe immerhin gleichberechtigt um die Ohren hauen würden, während das ungut „Ragga-karibisch“ angetüterte Gib mir doch’n Grund sämtliche Schuld am zwischenmenschlichen Scheitern beleidigt von sich weise. Ein allumfassender Schmerz, dem Heppner in den allzu „rührseligen Seufzern“ Viele schöne Stunden und Good Things Break nicht viel mehr entgegenzusetzen habe als wehmütige Erinnerungen und die Idee, Gefühle am besten erst gar nicht zuzulassen. Und schon wird eine musikalisch konservative zu einer präservativen Platte.

Der Hamburger habe jedoch mehr zu bieten als am Trip-Hop orientierte Rhythmen und Popmusik, die auch beim Fernsehen im Garten nicht ganz fehl am Platze wären. Die „unruhig schiebenden Synthies“ von Nothing Ends etwa harren stets einer „erlösenden Eruption“, die wunschgemäß ausblieben; und rotiere Chance desillusioniert, aber dynamisch um eine „fidele Bass-Sequenz“, klopfe sogar kurz Wolfsheim an. Erst zum Schluss bleibe kein Platz für Selbstmitleid: Zu bitter und eindringlich verhandele das vom Musikdrama Die Kinder der toten Stadt inspirierte Theresienstadt: Hinter der Mauer das Schicksal der Jüngsten im NS-Durchgangslager, als dass sich beim bang pochenden „Massive-Attack-Beat“ sämtlicher Liebeskummer der Welt nicht blitzschnell relativieren würde. So gesehen sei es das passende Ende für ein relativ mittelprächtiges Album. Als „Highlights“ hob Pilgrim die Stücke Unloveable, Chance sowie Theresienstadt: Hinter der Mauer hervor.

### Charts und Chartplatzierungen
Confessions & Doubts platzierte sich in der ersten Verkaufswoche auf Position elf der deutschen Midweekcharts. In den offiziellen deutschen Album Top 100 landete das Album schließlich auch auf Position elf und konnte sich insgesamt drei Wochen in den Charts platzieren. Des Weiteren konnte sich das Album mehrere Tage in den iTunes-Tagesauswertungen platzieren und erreichte mit Position 26 seine höchste Notierung am Tag seiner Veröffentlichung. Außerhalb Deutschlands konnte sich das Album ebenfalls in den brasilianischen iTunes-Tagesauswertungen platzieren, wo Confessions & Doubts am 15. Oktober 2018 Position 19 erreichte.
Für Heppner als Solo-Künstler ist Confessions & Doubts der dritte Charterfolg in den deutschen Albumcharts. Nach zwei Top-10-Erfolgen zuvor, ist dies das erste Album von ihm, dass die Top 10 verfehlte.